# Thiên Môn Sơn
Thiên Môn Sơn (tiếng Trung: 天門山; bính âm: Tiānmén Shān) là một ngọn núi nằm trong vườn quốc gia Núi Thiên Môn, Trương Gia Giới, ở tây bắc tỉnh Hồ Nam, Trung Quốc.
Một tuyến cáp treo được xây dựng bởi công ty Poma của Pháp gần ga ga xe lửa Trương Gia để đến đỉnh núi. Cáp treo tại Thiên Môn được tuyên bố trong các ấn phẩm du lịch là "cáp treo dài nhất tại một ngọn núi cao nhất trên thế giới", với 98 cabin cáp treo và tổng chiều dài lên tới 7.455 mét (24.459 ft), độ cao của ga trên của tuyến cáp treo là 1.279 mét (4.196 ft). Du khách có thể đi bộ theo một con đường được xây dựng tại các vách đá của núi. Chiều dài của con đường bộ này là 11 km (6,8 dặm) với 99 khúc cua đưa du khách đến hang động Thiên Môn, một thắng cảnh tự nhiên trên núi có chiều cao 131,5 mét (431 ft). Ngoài ra, tại đây còn có Cổng Thiên Đàng hay Cổng Trời, là một mái vòm tự nhiên bị xói mòn của ngọn núi đá vôi hình thành.
Một ngôi chùa lớn nằm trên đỉnh núi gần với ga cáp treo. Đền thờ ban đầu được xây dựng trong triều đại nhà Đường, có mái vòm cao 130 mét và rộng 57 mét. Công trình mang kiến trúc nhà Đường, bao gồm cả một nhà hàng chay có tổng diện tích 10.000 dặm vuông.

## Hình ảnh

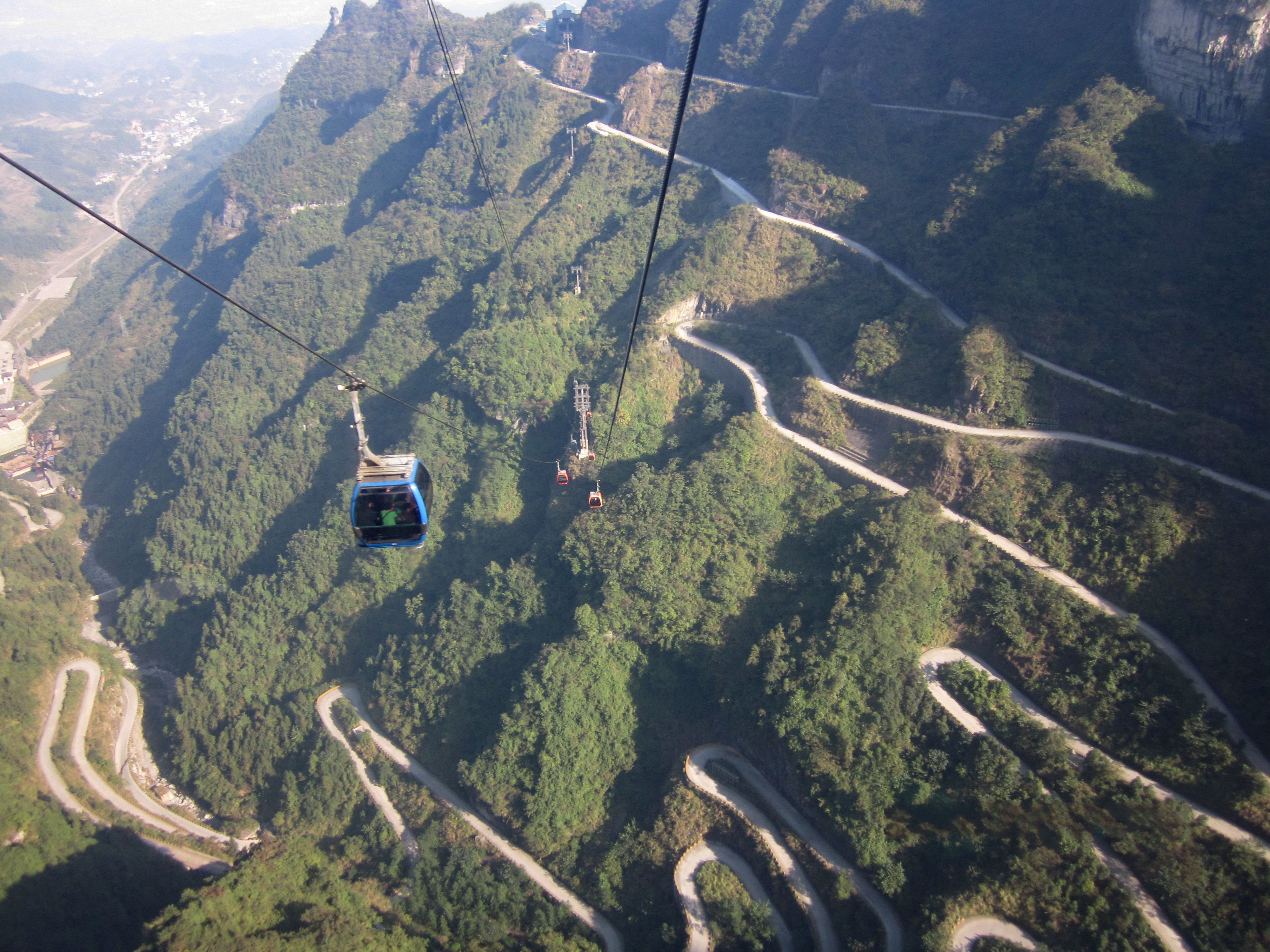
Những khúc cua ngoạn mục của con đường lên Thiên Môn Sơn.
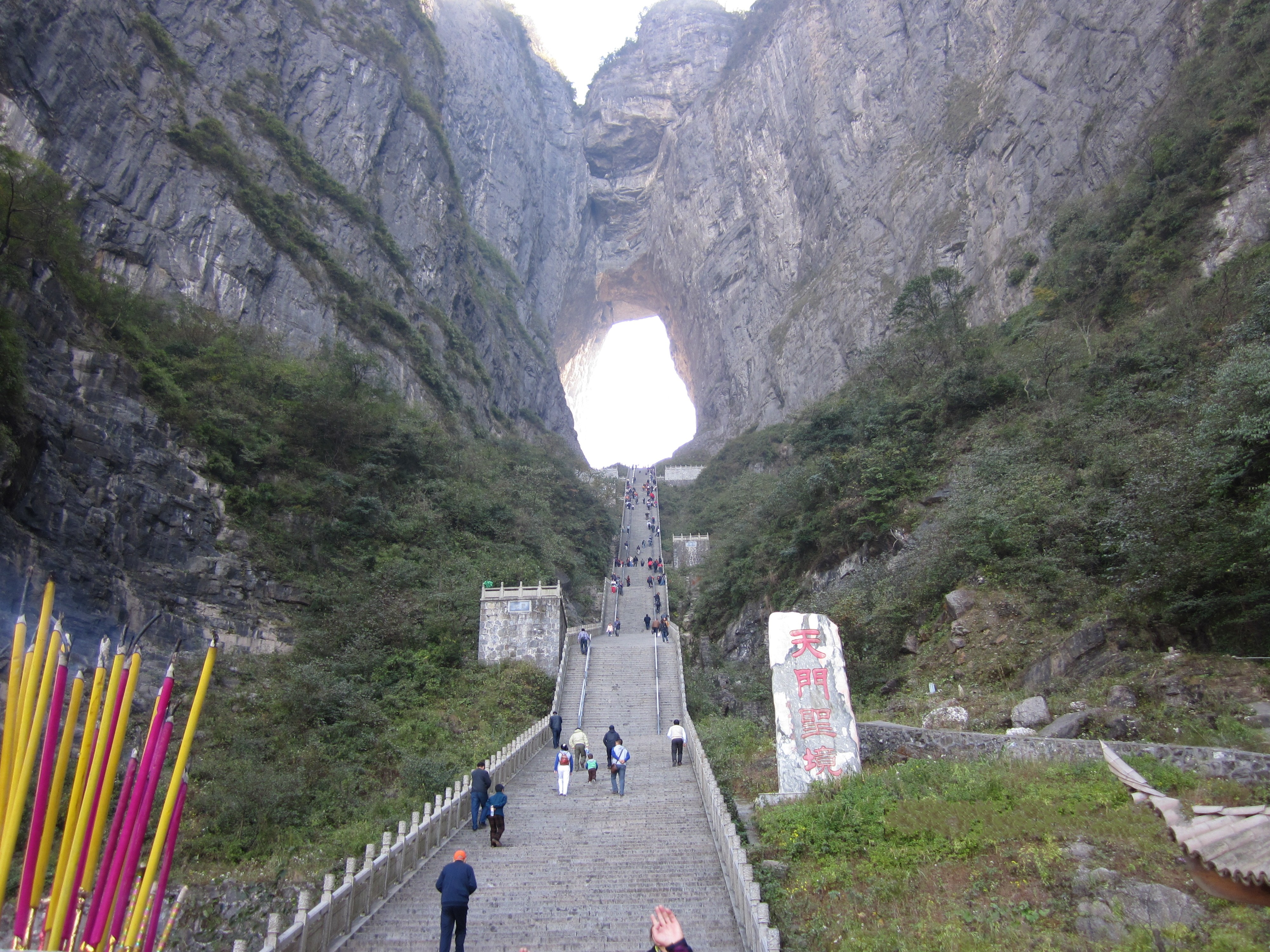
Cổng Thiên Đàng cùng những bậc thang dẫn lên nó.
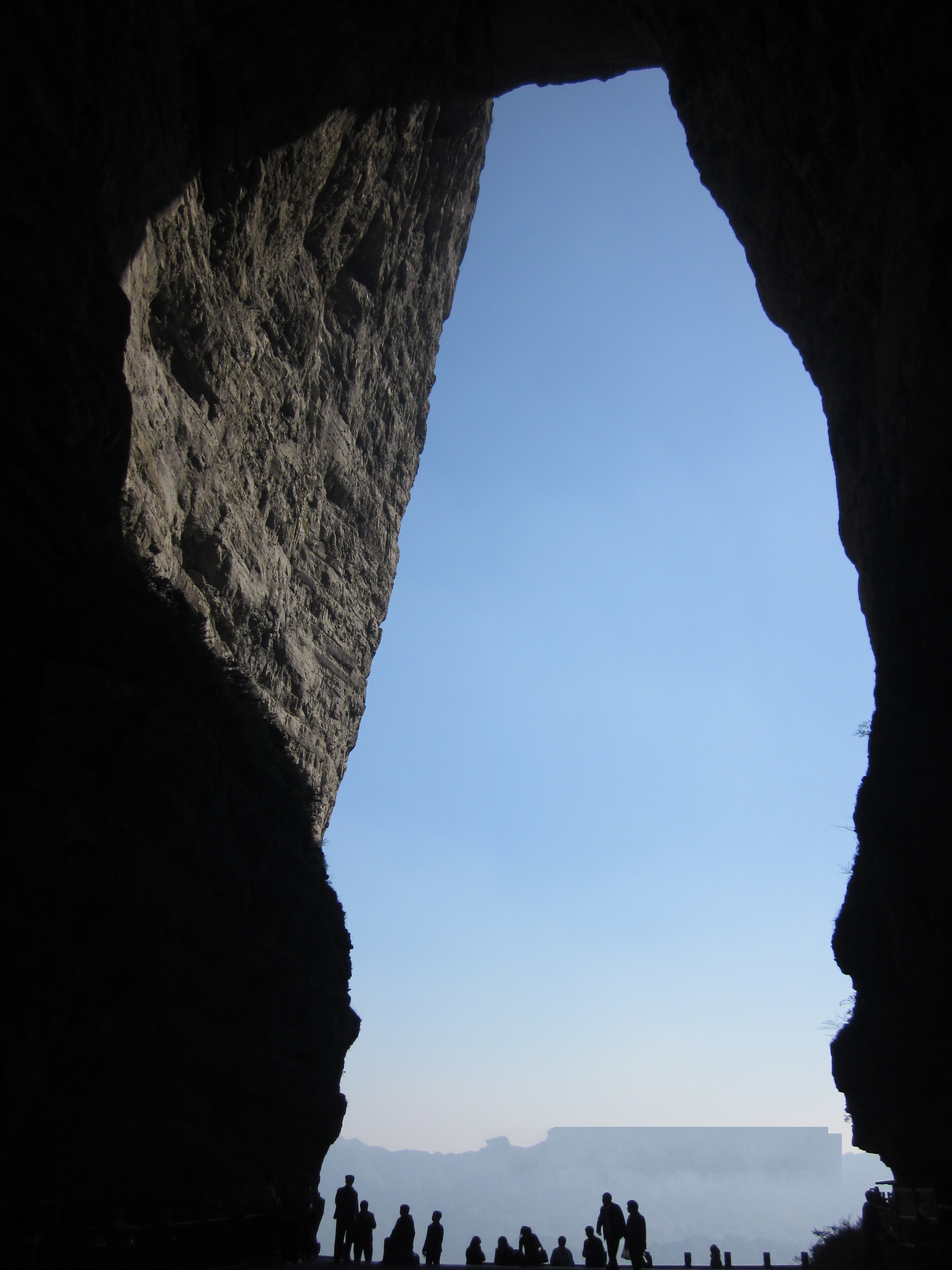
Quan sát từ dưới mái vòm.
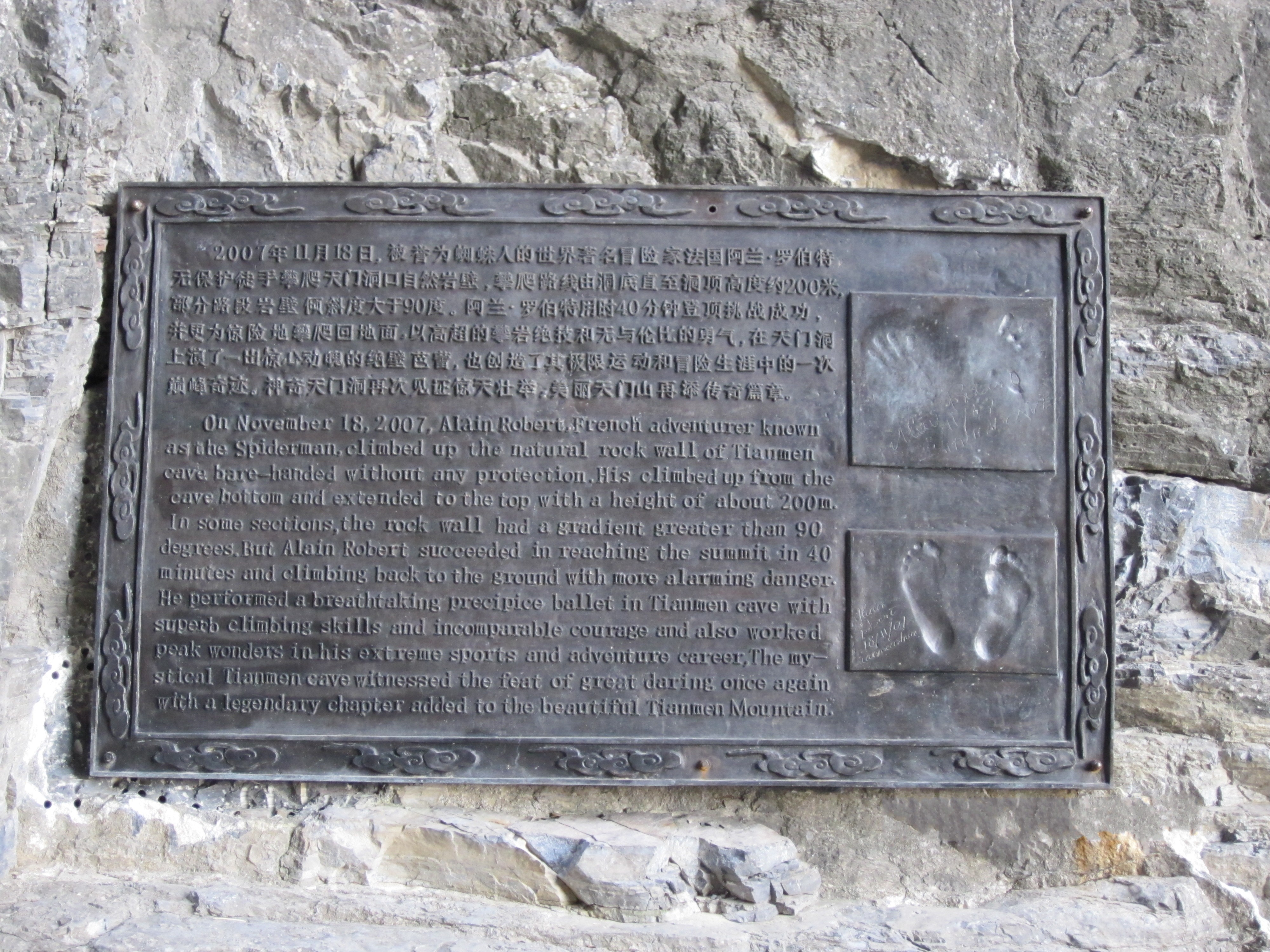
Một bia đá kỷ niệm Alain Robert đã leo lên ngọn núi vào năm 2007.
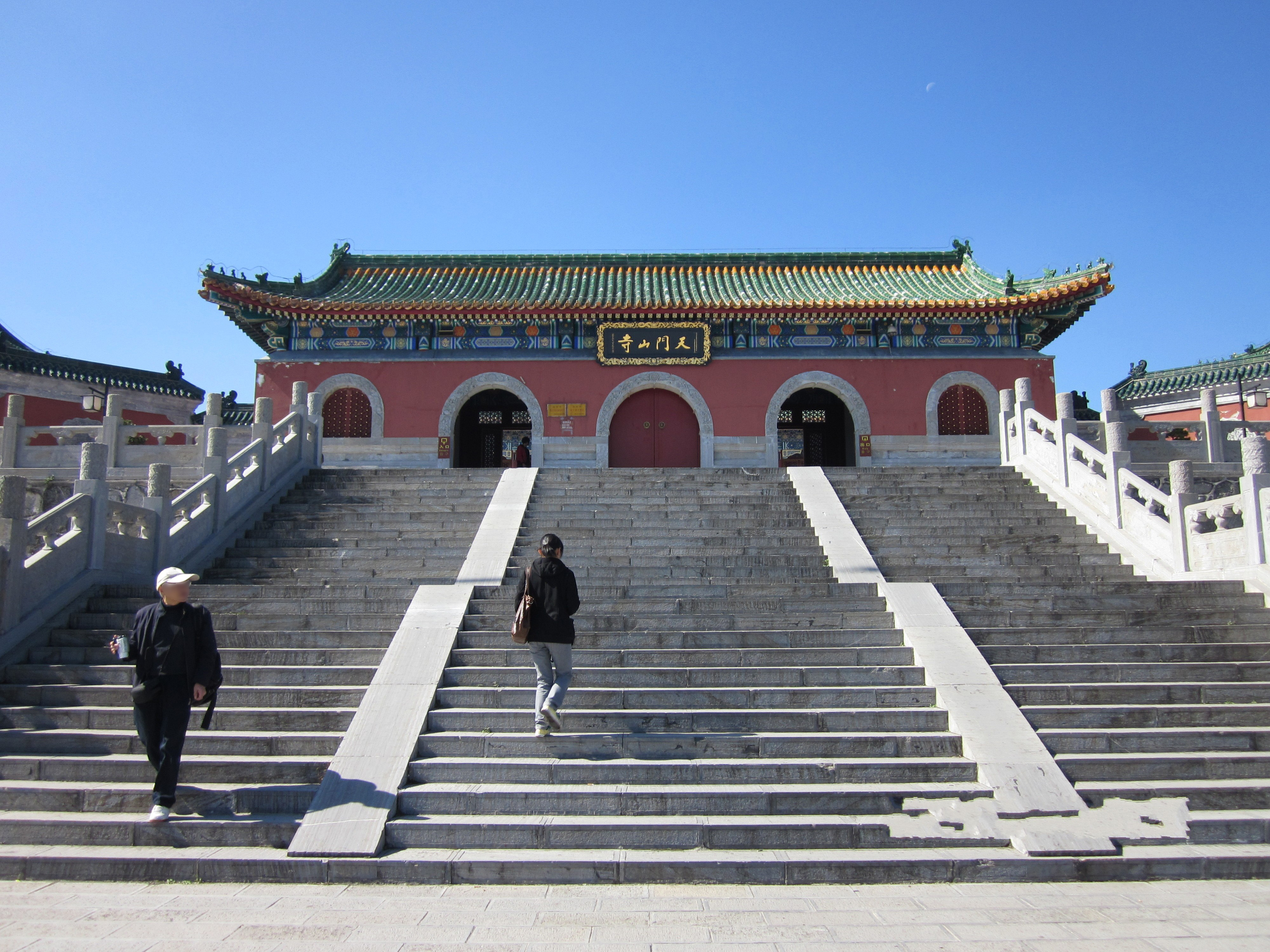
Đền thờ Thiên Môn Sơn
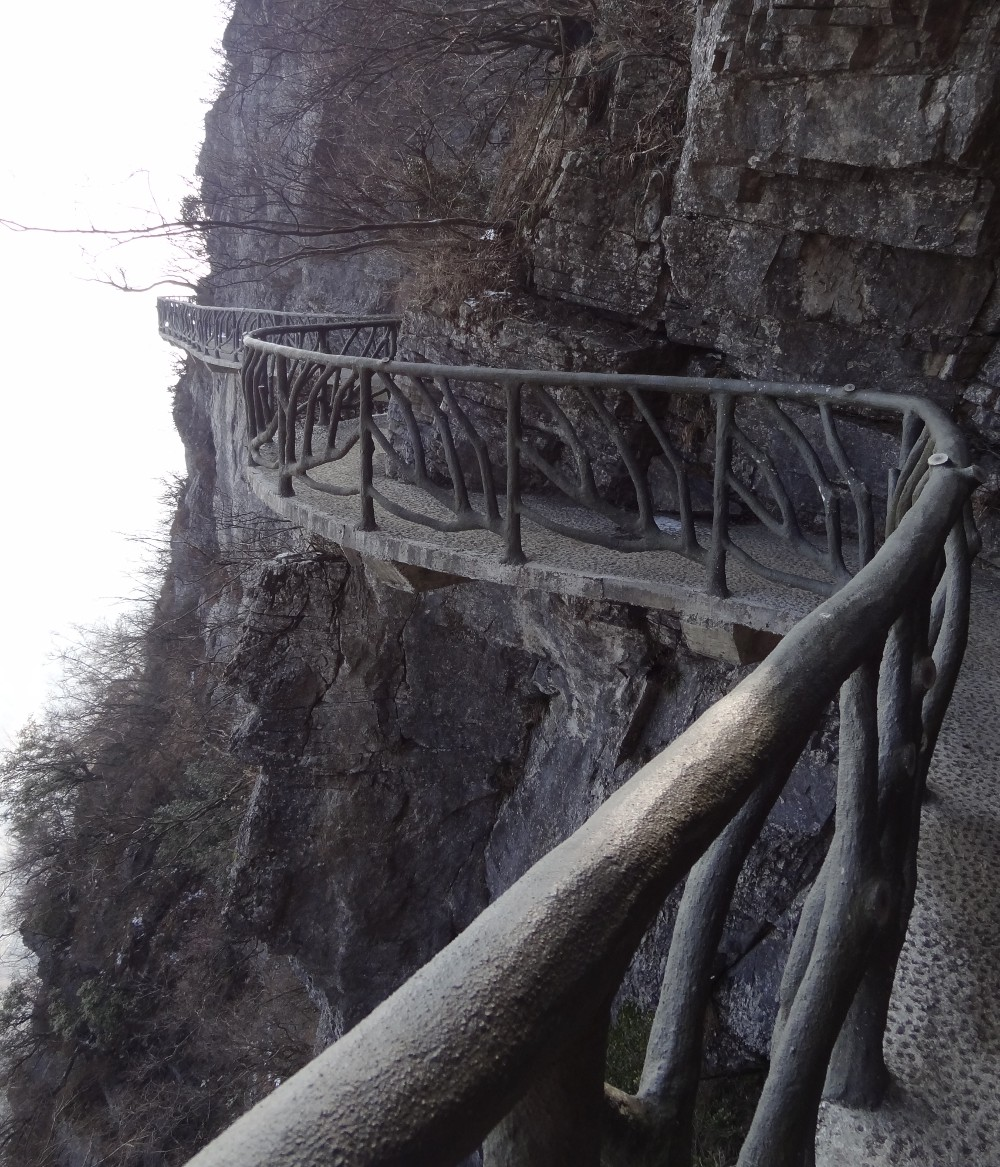
Con đường vách đá quanh đỉnh núi.